# السمار (ولاية غليزان)
السمار هي منطقة تابعة اقليميا وإداريا لبلدية القلعة الكائنة بدائرة يلل الواقعة بولاية غليزان.